# Pas facile
Albums de Johnny Hallyday
En pièces détachées
(1981) Black es noir
(1981-1982)
Singles
1. "Je t'ai aimé", "Le cœur fermé"
Sortie : 4 juin 1981
2. "J'en ai marre", "Pas facile" (version radio)
Sortie : 11 novembre 1981

Pas facile est le 28e album studio de Johnny Hallyday sorti le 17 septembre 1981.
Enregistré au studio The Factory, l'album est réalisé par David MacKay (en).

## Histoire
Le 5 novembre 1980, Sylvie Vartan et Johnny Hallyday se séparent officiellement. Un divorce qui met fin à 15 années d'une union passionnée autant que mouvementée.
Le 17 septembre 1981 sort l'album Pas facile et il ne parle que de cela (ou presque), le dernier opus de Johnny, de cet amour qui n'est plus, de la solitude qu'il laisse. Les chansons s'enchaînent et ne s'adressent qu'à celle que jamais on ne nomme mais dont on devine la présence à chaque couplet. La solitude de l'artiste en est le concept et la principale inspiration.
La chanson C'est pas facile sur laquelle on chante avec force que tout va très bien mais que la nuit c'est autre chose… ouvre l'album et donne le ton. Avec Je t'ai aimée, Johnny donne de la voix et offre une de ses grandes interprétations. Il ne faut pas me ressembler s'adresse à son fils David. Chanson désespérée que Johnny Hallyday renie quelques années plus tard en déclarant : « Je l'ai chanté à une époque où je pensais avoir raté ma vie... aujourd'hui je vois les choses différemment ».
Avec Comme une femme, Toujours le même et Je ne pourrai jamais l'oublier, la litanie, tantôt inspirée tantôt moins, est toujours la même et la solitude hante chaque couplet. 
On s'essaie bien au rock - éternel refuge - pour le meilleur et le pire : Avec le méconnu Bats-toi pour l'amour et le moins inspiré Le Rock'n'Roll c'est comme ça.
Il n'y a plus de géant à l'Est d'Eden est une ballade empreinte de nostalgie qui rend hommage à James Dean et qui sonne ici comme une salutaire cure de jouvence. Avec J'en ai marre, retour au rock, sur lequel Hallyday règle des comptes avec une certaine presse « torchon », laquelle quelques mois plus tôt l'a déclaré mort d'un cancer de la gorge,.
La ville vue par Hallyday, ce sont les rues sombres et malfamées avec des lames de couteaux qui brillent. Johnny chante un univers où règne le chacun pour soi, qui histoire de finir dans la désespérance, conclut l'album.
Selon Frédéric Quinonero « L'album n'obtient qu'un score médiocre, n'excédant par le seuil des 80 000 copies - et l'auteur de s'interroger - le public rejette-t-il l'image d'un Johnny loser ? »

## Autour de l'album
- Référence originale : Philips 6313225

- édition CD en 2000 en fac-similé, référence originale :

Il a été extrait de l'album "Pas facile" les 45 tours suivants :
- Je t'ai aimé - Le cœur fermé - sortie le 4 juin 1981 - référence originale : Philips 6010389
  - Le cœur fermé n'est pas sur l'album, longtemps il ne fut disponible que sur la face B du 45 tours, avant que l'édition CD en 2000 de l'album ne le donne en titre bonus.
    - Compositeur : Mort Shuman -  auteur Michel Mallory

- J'en ai marre - Pas facile (version radio 4:00) - sortie le 11 novembre 1981 - référence originale : Philips 6837712 promo hors-commerce
- J'en ai marre - Pas facile (version album 5:07) - sortie 11 novembre 1981 - référence originale : Philips 6010458

et aussi :
- Toujours le même - Comme une femme - 45 tours distribué uniquement en Allemagne, sortie à l'automne 1981 - référence originale : Philips 0030565

Tous les textes sont de Michel Mallory à l'exception de La ville écrit par Long Chris.

## Liste des titres
| 1.  | C'est pas facile (Yesterday Dreams)                               | Michel Mallory (adaptation) | Brian Cadd                | 5:08 |
| 2.  | Je t'ai aimée                                                     | Michel Mallory              | Michel Mallory            | 3:55 |
| 3.  | Il ne faut pas me ressembler                                      | Michel Mallory              | Mort Shuman               | 3:04 |
| 4.  | Bats-toi pour l'amour (Fight For Love)                            | Michel Mallory (adaptation) | Paul Roberts              | 3:39 |
| 5.  | Comme une femme                                                   | Michel Mallory              | Mort Shuman               | 4:01 |
| 6.  | Le rock'n'roll c’est comme ça (Ain't Much Fun)                    | Michel Mallory (adaptation) | Brian Hodgson, Ray Peters | 3:12 |
| 7.  | J'en ai marre                                                     | Michel Mallory              | Érick Bamy                | 3:58 |
| 8.  | Il n'y a plus de géant à l'Est d’Eden                             | Michel Mallory              | Michel Mallory            | 3:18 |
| 9.  | Toujours le même (Still The Same (en))                            | Michel Mallory (adaptation) | Bob Seger                 | 3:30 |
| 10. | Je ne pourrai jamais l'oublier (Why Does This Girl Give Me Fever) | Michel Mallory (adaptation) | Glen Ballard              | 3:00 |
| 11. | La ville (Street Sense)                                           | Long Chris (adaptation)     | Richard Supa (en)         | 5:18 |

## Musiciens
Guitare : Georff Whitehorn - Steve Simpson - Michel Mallory
Claviers : Duncan MacKay - Barry Guard
Basse : John Giblin
Batterie : Stuart Elliott
Percussions : Barrie Guard
Mandoline et violon : Steve Simpson
Harmonica : Michel Mallory
Saxophone : Ron Asprey
Trompette : Mike Davis
Chœurs : Joe Fagin - Linda Taylor - Simon Bell - Steve Simpson - Carol Kenyon - Michel Mallory - Doreen Chanter - Irène Chanter
Chef des cordes : Pat Halling
Cordes dirigées par Barrie Guard, arrangées par David MacKay (en)
Collaboration artistique : Michel Mallory